# 羽島金三郎
羽島 金三郎（はしま きんざぶろう、1880年11月25日 - 1962年3月22日）は、日本の鉄道技術者。現在の山形県上山市出身。次男には国鉄浜松工場・大宮工場長、川崎電機製造常務取締役を務めた羽島進。

## 来歴
山形県南村山郡上山裏町（現・上山市裏町）にて羽島栄造・はなの長男として生まれ、明新学校・上山尋常高等小学校（現・上山市立上山小学校）、山形中学校（現・山形県立山形東高等学校）、第二高等学校（現・東北大学）、帝国大学工科大学（現・東京大学大学院工学系研究科・工学部）機械工学科を経て1905年に川崎造船所に就職した。同年には松平信安の長女・賀満（かま）と結婚した。
1907年12月に帝国鉄道庁へ移り大宮工場で勤務、1910年に鉄道院技技師、1919年に盛岡工場長、1922年に札幌鉄道局工作課車両係長を経て、その後工作課長となる。
札幌鉄道局時代には車両連結器の開発に携わり、1924年の自動連結器切り替えに向けた車両の連結器位置の調整に尽力。1926年には欧米への視察旅行に出向き各国の鉄道関係者との意見交換や指導を受け、翌1927年に帰国し海外の技術を用いての研究開発を行い、広幅型の除雪車「ジョルダン車」の導入により効果をあげたほか、1928年にはカナディアン・ナショナル鉄道のマックレー技師の開発したかき寄せ型除雪技術をベースとした除雪車「マックレー車」を開発し、マックレー車で雪を寄せ後続のロータリー車で跳ね飛ばす「キマロキ編成」として除雪作業の効率化を実現させた。その他北海道の雪質に合わせた回転羽根の開発によるロータリー除雪車の改良や、底開き式の石炭車を用いたバラスト散布等の労力の機械化にも携わる。
工作課長時代の1932年に鉄道省を退官し、従四位勲四等を授与。その後石川島造船所顧問を経て、1939年に軍事保護院の嘱託ののち終戦を経て故郷の上山に戻り、郷土史の研究を行うなどし、1952年には鉄道80年記念の原宿駅での義経号・しづか号の対面式にも出席、1961年に上山を離れ翌年3月22日に埼玉県浦和市の長男宅で死去。